# 三口棺材
《三口棺材》（英語：The Hollow Man），美國作家約翰·狄克森·卡爾所著的推理小說，1935年推出英國版時名為，後來在美國出版时易名。1981年，此書被選為最佳密室推理小說。

## 故事簡介
熱衷神秘學的葛莫里教授在酒吧中被一神秘人騷擾威脅，後來葛莫里被人發現在封閉的密室中被人槍擊致死，而最大嫌疑的神秘人亦倒斃在街上。警方查出葛莫里與神秘人其實是兄弟關係，當年他們一起逃獄時，葛莫里拋下兄弟自己離開。最後，菲爾‧基甸博士解開兩宗謀殺的謎底，而在謎底揭開前，基甸博士分析推理小說裡不同密室殺人的類型，成為推理小說史上著名的「密室講義」。